# أنا باولا أروسيو
أنا باولا أروسيو (بالبرتغالية: Ana Paula Arósio) هي ممثلة و عارضة أزياء برازيلية ولدت في يوم 16 يوليو 1975 في مدينة ساو باولو في البرازيل، مثلت في مسلسلات تيلينوفيلا البرازيلية، وأشهر مسلسلاتها هو جوليانا Terra Nostra في سنة 1999 مع تياغو لاسيردا وألذي عرض بالدبلجة العربية الفصحى على قناة إل بي سي.

## روابط خارجية
- أنا باولا أروسيو على موقع IMDb (الإنجليزية)
- أنا باولا أروسيو على موقع روتن توميتوز (الإنجليزية)
- أنا باولا أروسيو على موقع ألو سيني (الفرنسية)
- أنا باولا أروسيو على موقع أول موفي (الإنجليزية)
- أنا باولا أروسيو على موقع قاعدة بيانات الفيلم (الإنجليزية)
- أنا باولا أروسيو على موقع كينوبويسك (الروسية)